# Stora Orrtjärnen, Hälsingland
Stora Orrtjärnen är en sjö i Ljusdals kommun i Hälsingland och ingår i Ljusnans huvudavrinningsområde. Sjöns area är 0,035 kvadratkilometer och den befinner sig 310 meter över havet.